# Haus St. Petrus

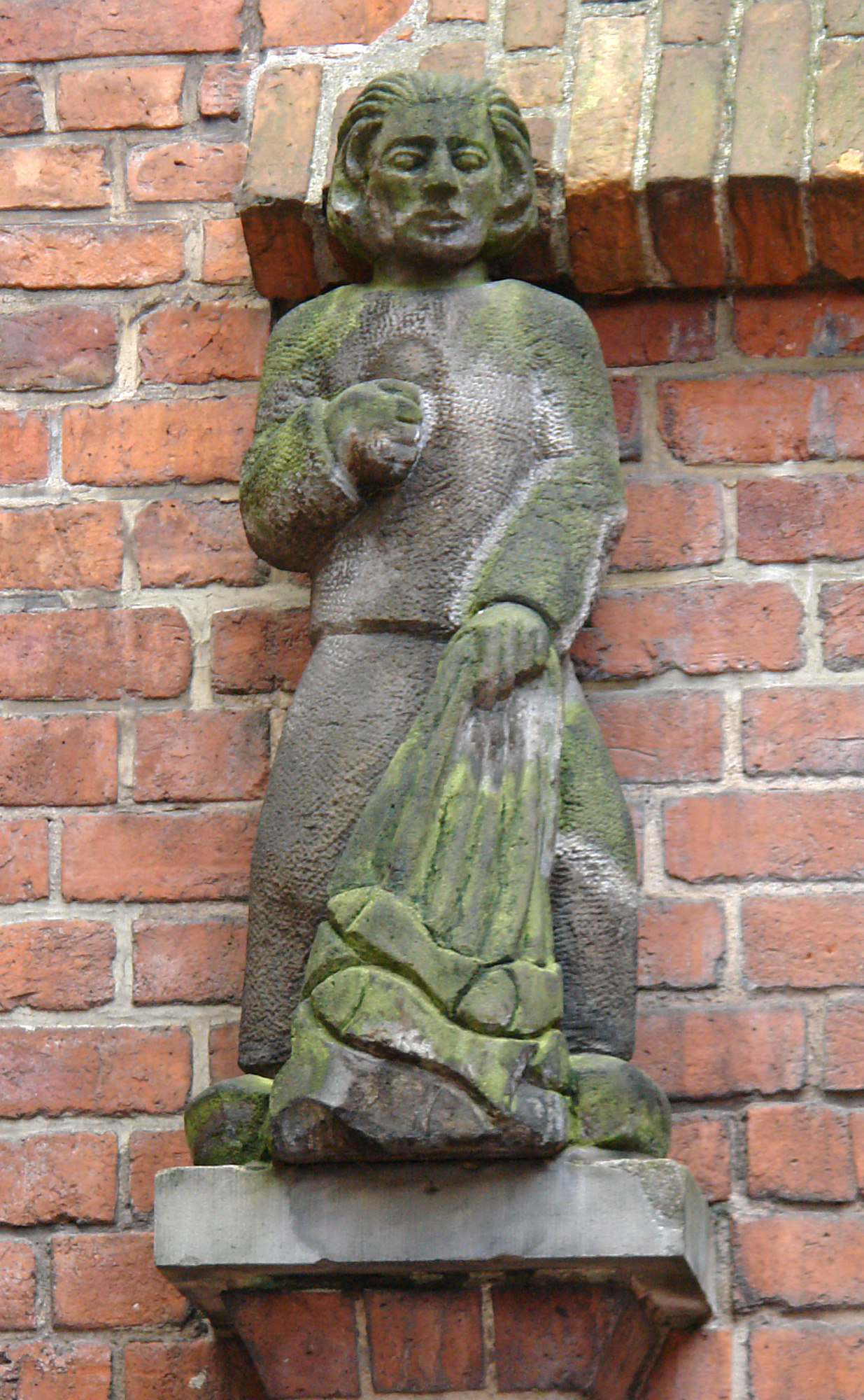
Petrus als Fischer an der Giebelfassade des Hauses

Das Haus St. Petrus, auch Petrushaus genannt, in der Bremer Böttcherstraße Nr. 3/5 wurde zwischen 1923 und 1927 nach Entwürfen von Eduard Scotland und Alfred Runge erbaut. Es zählt zu den interessanten Zeugnissen deutscher Architektur der Zwischenkriegszeit.
Das Gebäude steht seit 1973 unter Denkmalschutz.

## Geschichte

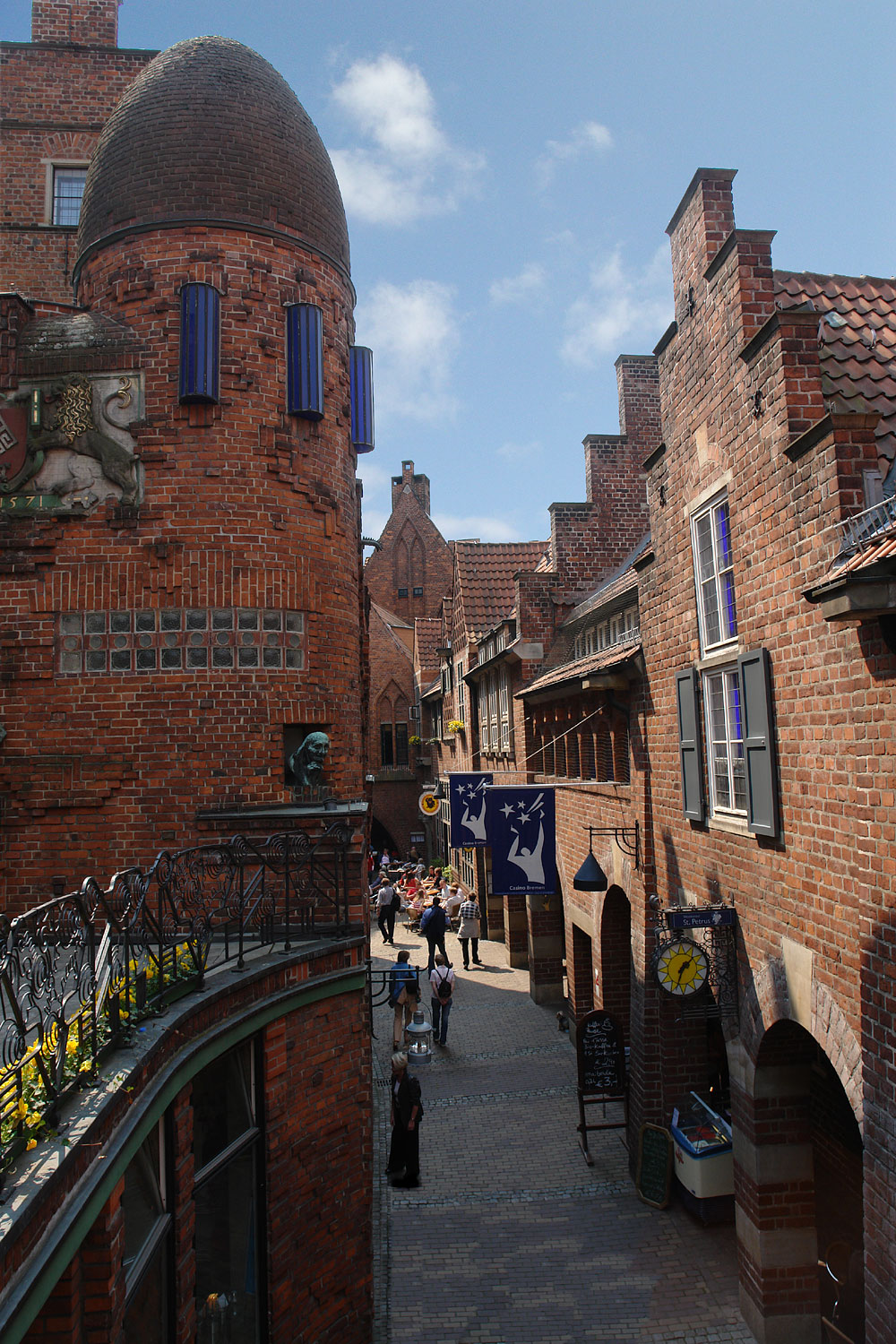
Blick vom Paula-Becker-Modersohn-Haus auf Haus St. Petrus

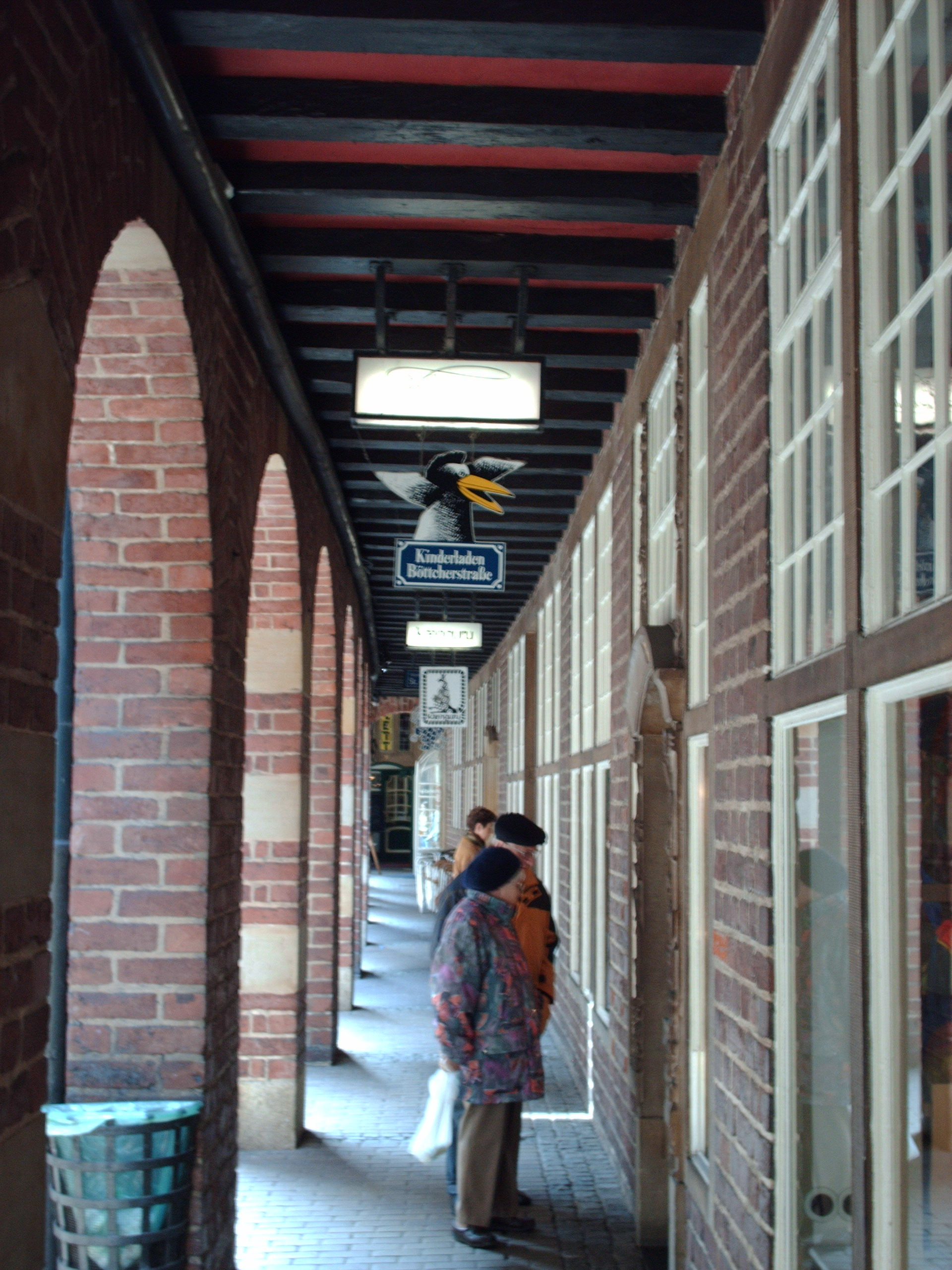
Arkaden

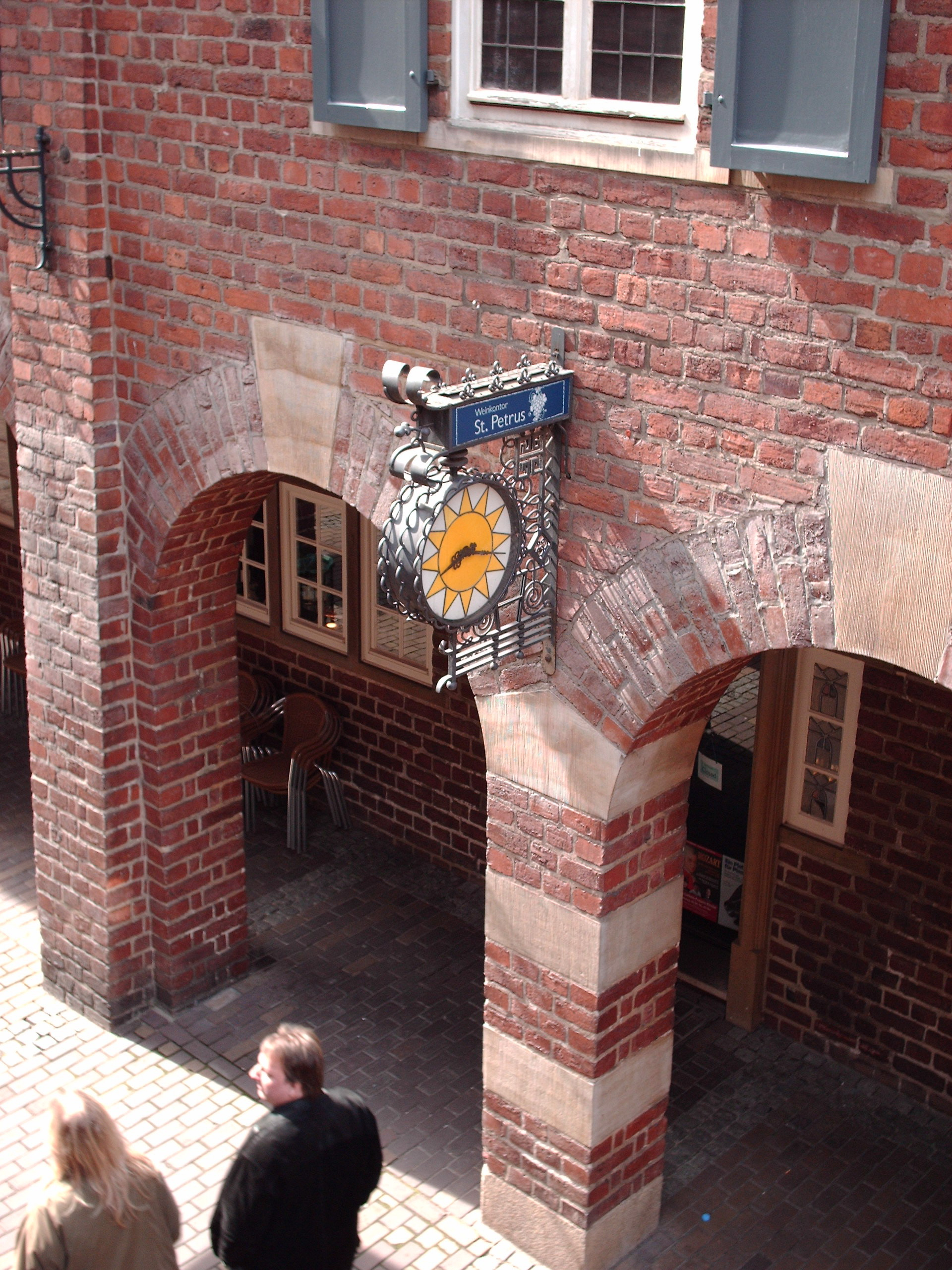
Weinhaus St. Petrus

An der Böttcherstraße (früher Bötticherstraße) standen um 1900 mehrere zweigeschossige, traufenständige, kleine Gewerbehäuser, die im Zuge der neuen Bebauung an der Böttcherstraße um 1921 abgerissen wurden. Charakteristisch waren mehrere horizontale Strebebögen von Wand zu Wand über der Straße.
Ludwig Roselius hatte den Senat und die baubehördlichen Gremien der Stadt mit dem Plan überzeugt, in der Nähe des Marktplatzes im Einklang mit der norddeutschen Bautradition eine kleine Kolonie für Künstler und Kleinkunsthandwerker mit Ateliers, Läden und Wohnungen entstehen zu lassen. Roselius erwarb 1924 deshalb vom Bremer Staat das Erbbaurecht für 60 Jahre für die Grundstücke Böttcherstraße Nr. 15 bis 19 (alte Nummerbezeichnungen). Nach dem Umbau des Roselius-Hauses und den Packhäusern Böttcherstraße 4 bis 5 konnte von 1924 bis 1927 die Neubebauung der Böttcherstraße auf der Westseite fortgesetzt werden.
Die Entwürfe für die Bebauung zwischen der Straße Hinter dem Schütting und der platzartigen Erweiterung am Roselius-Haus lieferten die Architekten Runge und Scotland. Zunächst hielt sich für den Gesamtkomplex die Bezeichnung als HAG-Haus, später setzte sich für den Bauteil südlich des Treppengiebels die Bezeichnung als Haus St. Petrus durch.
Das von 1924 bis 1927 errichtete Haus St. Petrus gliederte sich in mehrere Teilbereiche als Ladenhaus mit vorgelagertem Bogengang in Verlängerung des Hag-Hauses, anschließend das Klubhaus, in dem die Bremer Gesellschaft von 1914 ihre Räume hatte und den Gastronomiebereich mit einem Restaurant. Es beherbergte einst den Goldenen Saal als Vortragssaal und hinter dem gotischen Giebel das aufwändig gestaltete Weinrestaurant St. Petrus.
Im Oktober 1944 zerstörten Brandbomben fast die gesamte Böttcherstraße. Bis 1954 erfolgte der fast originalgetreue Wiederaufbau. Noch heute befindet sich im Erdgeschoss das Restaurant Ständige Vertretung im Flett. Auch das Weinkontor St. Petrus befindet sich hinter dem gotischen Giebel in dem Gebäude. Von 1981 bis 2010 befand sich dort auch das Casino Bremen. Seit August 2011 betreibt das Atlantic Grand Hotel die Räumlichkeiten und hat den Goldenen Saal und die angrenzenden Festräume das Zelt und den Scotland Saal modernisiert. Hinter der Giebelfassade befindet sich seit 2011 die Gastrogalerie kunst & lecker.
1979 verkaufte Ludwig Roselius jun. die Kaffee HAG mitsamt der Böttcherstraße an General Foods und 1981 der Rückkauf der Böttcherstraße. 1989 kaufte die Sparkasse Bremen bis auf das Haus Atlantis die gesamte Straße inklusive ihrer Gebäude. 2004 ging die Böttcherstraße in die Stiftung Bremer Sparer-Dank über. Betrieben wird sie durch die Böttcherstraße GmbH, einer Tochter der Finanzholding der Sparkasse in Bremen.

## Name
Roselius wollte in diesem Gebäude ein reines Fischrestaurant ansiedeln. Deshalb entstand der Name Petrushaus oder Haus St. Petrus für Petrus, dem  Schutzheiligen der Fischer und Fischhändler. Das heutige Restaurant Fleet bietet Gerichte in allen Bereichen an.

## Bauwerk
Das zweigeschossige, traufenständig Backsteingebäude hat durchweg eine geringe Grundstückstiefe, mit einem bewegten Firstverlauf. Bei der Gestaltung fanden die Stilmittel einer norddeutschen Neogotik als Heimatschutzarchitektur Anwendung mit der Aufnahme der regionalen Bautradition. Durch Dachgauben, Galerien und Zwerchgiebel gelang den Architekten eine abwechslungsreiche Fassadengestaltung. Wie alle Gebäude an der Böttcherstraße prägen die roten Backsteine die Fassaden.
Der Laubengang für Fußgänger im Erdgeschoss berücksichtigte den zur Erbauungszeit noch möglichen Fahrverkehr.
Rudolf Alexander Schröder schrieb dazu, es sei „den Architekten Runge und Scotland zu hohem Lob anzurechnen, dass sie ihre neuen Baulichkeit in würdiger und kunstvoller Zurückhaltung gewissermaßen wie eine Fassung um den erhalten gebliebenen Edelstein des alten Roseliusschen Geschäfthaus herumlegten.“ Er verwies auf den Giebel, „der einen ganz besonderen glücklichen Blickpunkt gibt …“
Das Restaurant Flett gestaltete um 1926 Ernst Müller-Scheessel im Stil einer niederdeutschen Bauerndiele mit einem riesigen Wagenrad als Leuchter unter der Decke.
Am geschwungenen Treppenhaus befand sich auf einer runden, schmalen Säule die kleine Skulptur der Bremer Stadtmusikanten von Aloys Röhr.